# Ebenezer B. Finley

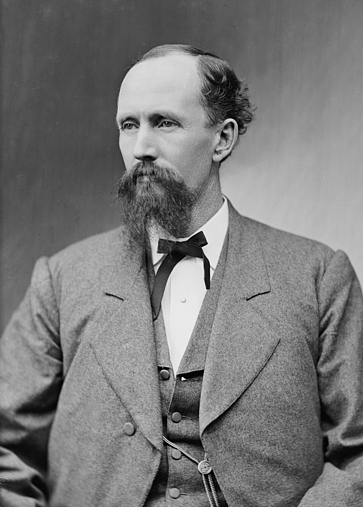
Ebenezer B. Finley

Ebenezer Byron Finley (* 31. Juli 1833 in Orrville, Ohio; † 22. August 1916 in Bucyrus, Ohio) war ein US-amerikanischer Politiker. Zwischen 1877 und 1881 vertrat er den Bundesstaat Ohio im US-Repräsentantenhaus.

## Werdegang
Ebenezer Finley war der Neffe des Kongressabgeordneten Stephen Ross Harris (1824–1905). Er besuchte die öffentlichen Schulen seiner Heimat. Nach einem anschließenden Jurastudium und seiner 1862 erfolgten Zulassung als Rechtsanwalt begann er in Bucyrus in diesem Beruf zu arbeiten. Zu Beginn des Bürgerkrieges half er bei der Aufstellung einer Kompanie der Infanterie. Für einige Zeit diente er auch als Oberleutnant in dieser Einheit. Politisch schloss er sich der Demokratischen Partei an.
Bei den Kongresswahlen des Jahres 1876 wurde Finley im 14. Wahlbezirk von Ohio in das US-Repräsentantenhaus in Washington, D.C. gewählt, wo er am 4. März 1877 die Nachfolge von Jacob Pitzer Cowan antrat. Nach einer Wiederwahl konnte er bis zum 3. März 1881 zwei Legislaturperioden im Kongress absolvieren. Seit 1879 vertrat er dort als Nachfolger von J. Warren Keifer den achten Distrikt seines Staates. Ebenfalls seit 1879 leitete er den Ausschuss für öffentliche Ausgaben. Im Jahr 1880 verzichtete er auf eine weitere Kandidatur.
Nach dem Ende seiner Zeit im US-Repräsentantenhaus praktizierte Ebenezer Finley wieder als Anwalt. Im Jahr 1884 war er als Adjutant General of Ohio Kommandeur der Nationalgarde seines Staates. Außerdem amtierte er als Richter im dritten Gerichtsbezirk von Ohio. Danach setzte er seine Anwaltstätigkeit fort. Er starb am 22. August 1916 in Bucyrus, wo er auch beigesetzt wurde.